# Кюфтета по цариградски
Византийски кюфтета популярни в България с името кюфтета по цариградски е старо гръцко и византийско ястие, представляващо изпържани в мазнина малки по размер кюфтета от кълцано или смляно месо, лук, намачкан и овлажнен хляб и подправки, което е много популярно в Българската и Балканска кухня.
Традиционно в България това обичано и широко разпространено ястие се сервира топло, като кюфтетата са поднесени върху канапе от картофено пюре, а също могат да бъдат заляти с бешамелов, грейви или гъбен сос.

## Рецепта
Традиционно това ястие се приготвя от агнешка, телешка или кайма смес от телешко 60% и свинско месо 40%, кромид лук, накиснат в прясно мляко бял пшеничен хляб, за спойка се използва яйце, подправки (черен пипер, кимион, чубрица, магданоз), като след оформяне задължително следва да се овалят в брашно.
Пържат се в сгорещена мазнина до готовност.